# Paulin Kosiński
Paulin Kosiński – poseł do Sejmu Krajowego Galicji II kadencji (1867–1869), przełożony obwodowy z Nowego Sącza.
Wybrany w III i IV kurii obwodu Nowy Sącz, z okręgu wyborczego Miasto Nowy Sącz. Zrzekł się mandatu w III kurii, ponieważ jednocześnie został wybrany w IV kurii, na jego miejsce 20 stycznia 1868 wybrano Michała Korczyńskiego.